# Montréjeau
Montréjeau település Franciaországban, Haute-Garonne megyében. Lakosainak száma 2676 fő (2022. január 1.). Montréjeau Les Tourreilles, Mazères-de-Neste, Ausson, Cuguron és Gourdan-Polignan községekkel határos.

## Népesség
A település népességének változása:
| Lakosok száma | 3700 | 3161 | 2857 | 2706 | 2870 | 2863 | 2796 | 2751 | 2726 | 2676 |
|               | 1968 | 1982 | 1990 | 2006 | 2013 | 2015 | 2017 | 2019 | 2020 | 2022 |